# Толмен. Первый демон
«Толмен. Первый демон» (англ. The Toll) —  канадский фильм ужасов режиссёра Майкла Нэйдера по своему сценарию. В фильме снимались Джордан Хейс и Макс Топплин.   Премьера фильма состоялась на Международном фестивале фантастических фильмов в корейском Пучхоне 	13 июля 2020 года. В Росcии фильм вышел  17 июня 2021 года. В США фильм вышел 30 марта 2021 года.

## Сюжет
Кэми направляется в гости к отцу и, устав после изнурительного перелёта, вызывает такси. Водитель сразу кажется ей подозрительным и неприятным, а когда он сворачивает на лесную дорогу, тревога девушки только усиливается. Внезапно машина глохнет. Думая, что таксист всё это подстроил, Кэми решает вернуться на привычный маршрут пешком, но не тут-то было. Каким-то образом она приходит к машине с другой стороны, и теперь им с перепуганным таксистом кажется, что за ними кто-то следит.

## В ролях
- Джордан Хейс — Кэми
- Макс Топплин — Спенсер
- Джеймс Макгоун — Нил
- Розмари Дансмор — Лоррейн
- Томас Л. Колфорд  — Уэстон
- Шэрон МакФарлэйн — Андреа
- Дэниэл Аррош —  Толмен

## Релиз
9 февраля 2021 года Lionsgate объявила, что The Toll будет выпущен на Blu-ray и DVD 30 марта 2021 года.